# Cattedrale di San Giacomo (Görlitz)
La cattedrale di San Giacomo di Görlitz (in lingua tedesca Kathedrale St. Jakobus) è la chiesa cattedrale della diocesi di Görlitz, sita nell'omonima città.

## Storia
La cattedrale venne costruita fra il 1898 ed il 1900 e consacrata il 6 ottobre del medesimo anno. Originariamente era previsto che la nuova chiesa dipendesse dalla chiesa parrocchiale della Santa Croce in Görlitz, ma il cardinale Adolf Bertram, arcivescovo di Breslavia (allora Görlitz apparteneva all'arcidiocesi di Breslavia), elevò nel 1918 la nuova chiesa a chiesa parrocchiale. Nel marzo del 1947 mons. Ferdinand Piontek, vicario del capitolo della città di Breslavia, dovette andarsene come conseguenza della seconda guerra mondiale (La città di Breslavia si trovò nella zona d'influenza sovietica, cioè nella Polonia, e gli abitanti di origine germanica ne furono cacciati).
Egli proseguì la sua attività a Görlitz, che era divenuta la sede d'esilio del capitolo metropolitano e dell'Ordinariato di Breslavia. La chiesa parrocchiale di San Giacomo divenne così sede vescovile del distretto di Görlitz-Cottbus. Nel 1972 fu elevata a sede di amministrazione apostolica ed assunse il titolo di pro-cattedrale. Nel 1994, con la ristrutturazione delle diocesi della Germania orientale, venne creata la diocesi di Görlitz, della quale la chiesa parrocchiale di San Giacomo divenne sede, cioè cattedrale.

## Descrizione

### Architettura
Si tratta di una chiesa a sala a tre navate, eretta in laterizio in stile neogotico. È dotata di una torre campanaria alta 68 m, che la rende visibile da molto lontano. Negli ultimi giorni della seconda guerra mondiale fu oggetto di tiri di artiglieria, che la distrussero quasi completamente e venne restaurata con un colmo della torre semplificato e senza timpano. Entro il 2014 dovranno essere completamente ricostruite le quattro torricelle, la copertura ed i fregi gialli e rossi del tetto.

### Organo

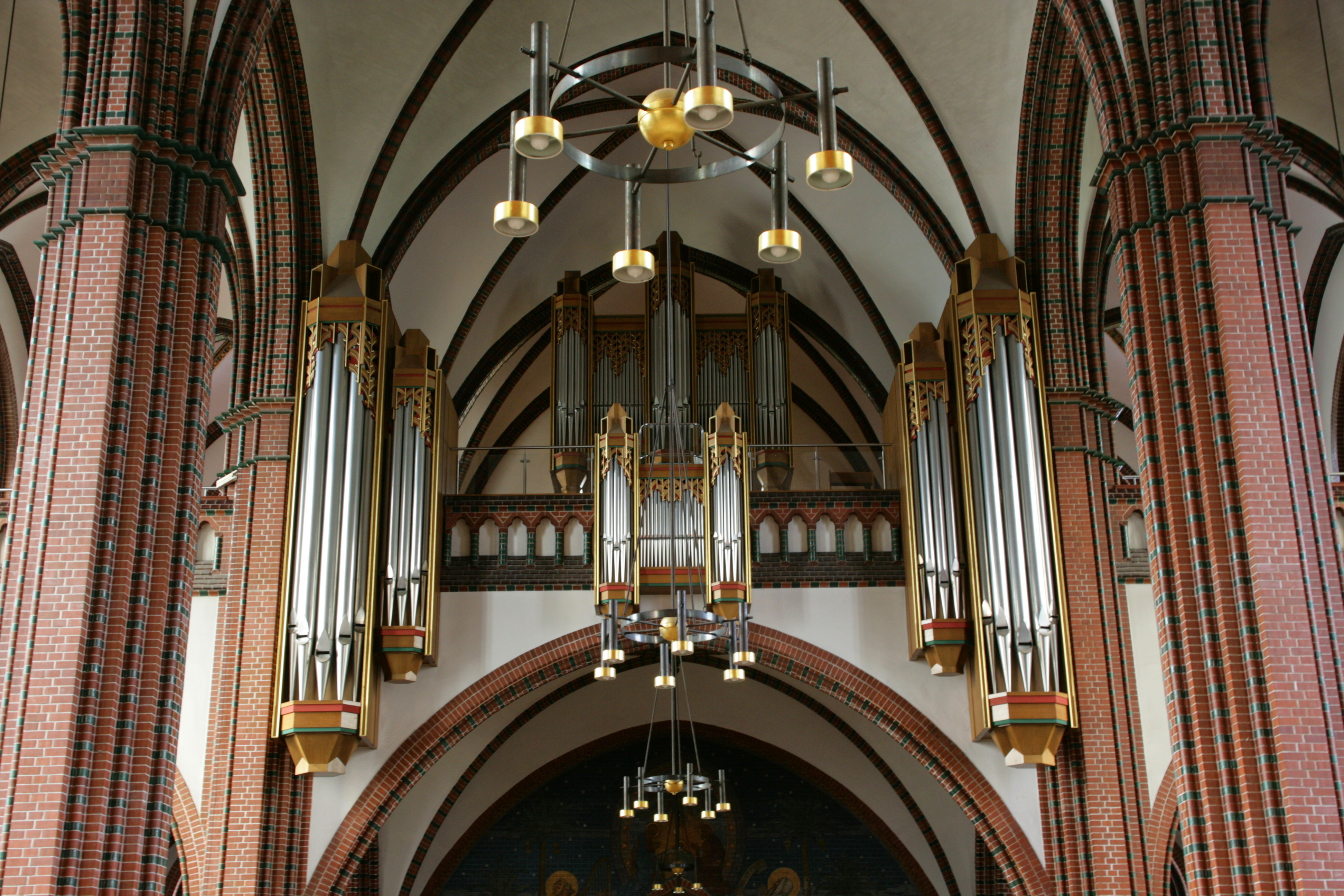
L'organo della cattedrale di Görlitz

La chiesa venne dotata tra il 1988 ed il 1989 di un organo a tre tastiere e 47 registri.

### Campane
Il suono delle campane è prodotto da 4 campane denominate San Giacomo, San Benedetto, Santa Maria e San Bonifacio. Nel 1963 i gioghi in legno furono sostituiti con altri in acciaio e successivamente tre delle campane dovettero subire un restauro e rientrarono pienamente in servizio nel 2012.